# دانشگاه گلدن گیت
دانشگاه گلدن گیت ((GGU یا دروازه طلایی)) یک دانشگاه خصوصی واقع در سان فرانسیسکو، کالیفرنیا می‌باشد. این دانشگاه در سال ۱۹۰۱ تأسیس و برای تحصیل متخصصان در زمینه‌های حقوق، تجارت، مالیات، تکنولوژی، حسابداری، روان‌شناسی و تحصیلات کارشناسی اختصاص داده شده است. این دانشگاه ارائه دهنده مدرک لیسانس در ۸ رشته و ۱۷ رشته برای تحصیلات تکمیلی (فوق لیسانس) می‌باشد.